# Vaige (flod)
Vaige (franska: la Vaige) är en 53,6 km lång flod i de franska departementen Mayenne och Sarthe, belägna i nordvästra Frankrike. Dess källa ligger i Saint-Léger. Den flödar i allmänhet åt sydost. Det är en högerbiflod till Sarthe i vilken den flyter ut i vid Sablé-sur-Sarthe.
Floden flyter genom följande list kommuner, från källan och framåt:
- Mayenne: Saint-Léger, Vaiges, Saint-Georges-le-Fléchard, La Bazouge-de-Chemeré, La Cropte, Saint-Denis-du-Maine, Préaux, Ballée, Beaumont-Pied-de-Bœuf,
- Sarthe: Auvers-le-Hamon,
- Mayenne: Saint-Loup-du-Dorat, Bouessay,
- Sarthe: Sablé-sur-Sarthe,